# Asfalto
Asfalto és una pel·lícula de cinema espanyola del 2000 dirigida per Daniel Calparsoro, la seva quarta pel·lícula. Va inaugurar la secció Panorama del Festival Internacional de Cinema de Berlín.

## Argument
Lucía viu una vida particular al costat de dos lladregots (Chinos i Charly), amics seus des de la infantesa, tots ells de família de classe mitjana baixa. Desenganyats de la vida que els ha tocat viure, busquen en el risc i les emocions fortes una sortida.

## Fitxa artística
- Najwa Nimri (Lucía)
- Juan Diego Botto (Charly)
- Gustavo Salmerón (Chino)
- Alfredo Villa (Antonio)
- Antonia San Juan (mare de Lucía).
- Roger Ibáñez (Luis)
- Javier Nogueiras (Paco)
- Rubén Ochandiano (Miguel)
- Jeff Bigot (Francés)

## Música
La música va ser composta per Najwa Nimri (que havia estat esposa de Daniel Calparsoro, el director), Nacho Mastretta i Carlos Jean. Fou nominada al Goya a la millor música original.